# Milford (Illinois)
Milford é uma vila localizada no estado americano de Illinois, no Condado de Iroquois.

## Demografia
Segundo o censo americano de 2000, a sua população era de 1369 habitantes.
Em 2006, foi estimada uma população de 1302, um decréscimo de 67 (-4.9%).

## Geografia
De acordo com o United States Census Bureau, Milford tem uma área de 1,6 km², dos quais 1,6 km² são cobertos por terra e 0,0 km² cobertos por água. A vila localiza-se a aproximadamente 204 metros acima do nível do mar.

## Localidades na vizinhança
O diagrama seguinte representa as localidades num raio de 20 km ao redor de Milford.